# پووا د وارزیم

جای پووا دوارزیم بر روی نقشه پرتغال.

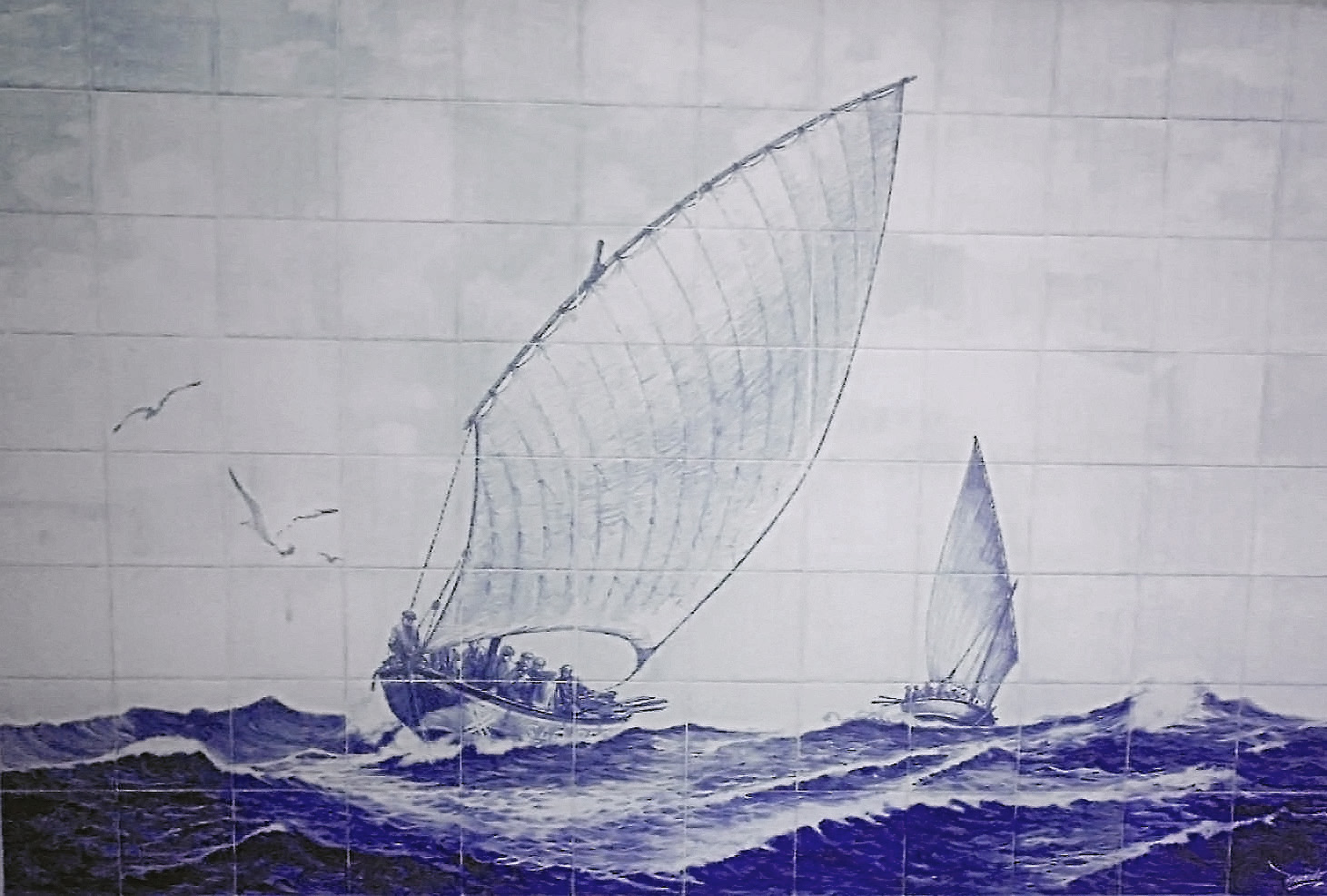
یک قایق ماهیگیری محلی به نام لانچا پوویرا (Lancha Poveira).

پووا دوارزیم (Póvoa de Varzim) یکی از شهرهای کشور پرتغال است.
جمعیت آن در سال ۲۰۰۱ میلادی برابر با ۶۳٬۴۶۹ نفر بوده‌است.
در سال ۲۰۰۶ شهردار این شهر، ماسدو ویرال از حزب سوسیال دموکرات بود.
این شهر در قدیم به خاطر دختران تریکانا که جامه‌های به سبک تریکانا پوویرا می‌پوشیدند معروف بود.